# الحرب الأهلية الإثيوبية
يتحدث هذا المقال عن الحرب الأهلية الإثيوبية التي دارت بين عامي 1974 و1991. لمعلومات عن الحرب الأهلية بين الوصييَن الإثيوبييَن إياسو الخامس وزيوديتو الأولى في عام 1916، انظر معركة سيغال. لمعلومات عن الحرب الأهلية الجارية في شمال إثيوبيا، انظر حرب تيغراي. وللصراعات الأهلية الانفصالية المتعددة في ظل رئيس الوزراء آبي أحمد علي، انظر الصراع لأهلي الإثيوبي (2018- حتى الوقت الراهن).
كانت الحرب الأهلية الإثيوبية حربًا أهلية في إثيوبيا وإريتريا الحالية، قامت بين الحكومات الشيوعية للمجلس العسكري الإثيوبي والمتمردين الإثيوبيين الإريتريين المناهضين للحكومة من سبتمبر 1974 حتى يونيو 1991.
أطاح الديرغ بالإمبراطورية الإثيوبية والإمبراطور هيلا سيلاسي إثر انقلاب في 12 سبتمبر 1974، وأقام إثيوبيا باعتبارها دولة شيوعية تحت قيادة خونتا عسكرية وحكومة مؤقتة. بدأت مجموعات معارضة مختلفة من انتماءات أيديولوجية تتراوح من الشيوعية إلى مناهضة الشيوعية، والتي غالبًا ما انحدرت من خلفيات إثنية، بالمقاومة المسلحة للديرغ المدعوم من السوفييت، بالإضافة إلى الانفصاليين الإريتريين الذين يقاتلون بالفعل في حرب الاستقلال الإريترية. استخدم الديرغ الحملات العسكرية والكي شيبير (الرعب الأحمر الإثيوبي) لقمع المتمردين. بحلول منتصف الثمانينيات، أتلفت قضايا مختلفة مثل مجاعة 1983- 1985، والتدهور الاقتصادي، والآثار الأخرى لسياسات الديرغ، إثيوبيا، ما زاد من الدعم الشعبي للمتمردين. حل الديرغ نفسه في عام 1987، ليؤسس جمهورية إثيوبيا الشعبية الديمقراطية (بّي دي آر إي) بقيادة حزب العمال الإثيوبي (دبليو بّي إي) في محاولة للحفاظ على حُكمه. بدأ الاتحاد السوفييتي بوقف دعمه لبّي دي آر إي في نهاية الثمانينيات وطغت المجموعة المتمردة المتزايد انتصارها على الحكومة. في مايو 1991، هُزمت بّي دي آر إي في إريتريا وفر الرئيس منغستو هيلا مريام من البلاد. انتهت الحرب الأهلية الإثيوبية في 4 يونيو 1991 وقتما دخلت الجبهة الثورية الديمقراطية الشعبية الإثيوبية (إي بّي آر دي إف)، وهي تحالف من مجموعات متمردة إثنية يسارية، العاصمة أديس أبابا. حُل بّي دي آر إي وحلت محله الجبهة الشعبية لتحرير تيغراي بقيادة الحكومة الانتقالية لإثيوبيا.
خلّفت الحرب الأهلية الإثيوبية ما لا يقل عن 1.4 مليون قتيل، رُبط نحو مليونٍ منهم بالمجاعة والبقية بالقتال وغيره من أعمال العنف.

## خلفية
بدأ النظام الملكيّ الإثيوبي بالتقلقل سياسيًا منذ ستينيات القرن الماضي في ظل الإمبراطور هيلا سيلاسي، الذي كان كره إدارته يزداد بشدة بين الإثيوبيين العاديين من كل طبقات المجتمع نتيجة لركود جودة الحياة، والنماء الاقتصادي البطيء وانتهاكات حقوق الإنسان. رغم أن سيلاسي كان شخصية ثقافية رائجة بسبب محاولاته تحديث إثيوبيا، كانت إصلاحاته غير فعالة. ازدادت رؤية حكمه تدريجيًا على أنه حفاظ على النظام السياسي الإقطاعي الإثيوبي الذي أمعن في تفضيل طبقة النبلاء الإثيوبيين، والذين رفضوا بانتظام إصلاحاته. في ديسمبر 1960، حاولت مجموعة من كبار السياسيين والضباط العسكريين الإطاحة بهيلا سيلاسي وتأسيس حكومة تقدمية بقيادة نجله، ولي العهد أسفاو ووسن، لحل مشاكل إثيوبيا الاقتصادية والسياسية. لكن سُحق الانقلاب وُهزم بسرعة على أيدي الموالين، وبالتالي ظل الوضع على حاله.

## السبعينيات

### الثورة الإثيوبية
في 12 سبتمبر 1974، أطاح بهيلا سيلاسي وحكومته الديرغُ، وهو لجنة غير أيديولوجية من ضباط صغار ورجال مُجندين في الجيش الإثيوبي والذين صاروا الخونتا لعسكرية الحاكمة. في 12 مارس 1975، أنهى الديرغ النظام الملكي وتبنى الشيوعية أيديولوجية رسمية، معلنًا نفسه حكومة مؤقتة من أجل عملية بناء دولة اشتراكية في إثيوبيا. نُفي وليّ العهد إلى لندن، حيث عاش عدة أفراد آخرين من السلالة السليمانية، في حين أُسر بقية الأفراد الذين كانوا في إثيوبيا في إبان الثورة. كان هيلا سيلاسي، وابنته من زواجه الأول الأميرة إيجيغاييهو، واخته الأميرة تيناغنيورك، والكثير من أولاد أخيه وبناتهم وأقربائه المقربين وأقرباء زوجاته من بين المعتقلين. في 27 أغسطس 1975، توفي هيلا سيلاسي في ظروف غامضة في الأسر في قصر جوبيلي في أديس أبابا. في ذلك العام، أُممت معظم الصناعات والممتلكات العقارية المدنية الخاصة على يد نظام الديرغ. صودرت أصول العائلة الملكية السابقة جميعها وأُممت في برنامج صُمم لتطبيق سياسة الدولة الاشتراكية.

### الرعب الأحمر الإثيوبي
لم يفرض الديرغ سيطرته التامة على البلاد، وقاد فراغ السلطة اللاحق إلى تحديات مفتوحة من عدد كبير من مجموعات المعارضة المدنية. كانت الحكومة الإثيوبية تحارب الانفصاليين الإريتريين في حرب الاستقلال الإريترية منذ عام 1961، وصارت الآن تواجه مجموعات متمردة أخرى تتراوح من الاتحاد الديمقراطي الإثيوبي (إي دي يو) المحافظ والموالي للملكية، إلى الحزب الثوري الشعبي الإثيوبي (إي بّي آر بّي) الشيوعي المنافس، والجبهة الشعبية لتحرير تيغراي (تي بّي إل إف). في عام 1967، استنهض الديرغ الكي شيبير (الرعب الأحمر الإثيوبي)، وهي حملة قمع سياسي عنيف استهدفت بصورة رئيسة الإي بّي آر بّي ولاحقًا الحركة الاشتراكية لعموم إثيوبيا (إم إي آي إس أو إن)، في محاولة لتعزيز سلطته. تصاعدت حدة الكي شيبير في الثالث من فبراير 1977 عقب تعيين منغستو هيلا مريام رئيسًا للديرغ، الذي اتخذ موقفًا متعصبًا ضد الخصوم. شهدت حرب العصابات المدنية استخدام التكتيكات الوحشية من جميع الأطراف، بما فيها عمليات إعدام واغتيال وتعذيب وسجن من دون محاكمة. بحلول أغسطس 1977، تحطم الإي بّي آر بّي وإم إي آي إس أو إن، بعد أن قتلت قياداتها أو فرت إلى الريف لتتابع نشاطاتها في أماكن المعاقل، ولكن على الرغم من ذلك، لم ينجح الديرغ في تعزيز سلطته بقدر ما كان يأمل. ومن سخرية القدر، يُعتقد أن غالبية ضحايا الكي شيبير والتي تقدر بـ 30.000 إلى 750.000 ضحية كانوا أبرياء، حيث صدم العنف والأضرار الجانبية العديد من الإثيوبيين ودفعهم إلى دعم الجماعات المتمردة. ثمة حاليًا العديد من المدنيين الذين لا يزالون في عداد المفقودين الذين يُعتقد أنهم قُتلوا بشكل منهجي على يد الديرغ ولكن لم يُعرف مصيرهم بعد.

## الثمانينيات من القرن العشرين
في بدايات الثمانينيات من القرن العشرين، ضربت سلسلة من المجاعات إثيوبيا أثرت على حوالي 8 ملايين نسمة، حيث توفي فيها مليون شخص. وقد نشأت حركات التمرد ضد الحكم الشيوعي خصوصاً في المناطق الشمالية من تيغري وإريتريا. وقد قُتل مئات الآلاف نتيجة الإرهاب الأحمر، أو الترحيل القسري، أو استخدام الجوع كسلاح أثناء حكم منغستو.
وقد استمر المجلس في محاولاته لإنهاء الثورات باستخدام القوة العسكرية. وقد بدأ المجلس سلسلة من الحملات ضد الثوار الداخليين وجبهة تحرير الشعب الإريتري، حيث كانت أهم تلك الحملات هي عملية شيرارو وعملية لاش وعملية النجم الأحمر وعملية أدوا التي أدت إلى هزيمته الساحقة في معركة شاير بين 15 و19 فبراير عام 1989.

## التسعينيات من القرن العشرين
تمت الإطاحة بحكومة منغستو في النهاية على يد مسؤوليه أنفسهم مع ائتلاف من قوات الثوار، الجبهة الديمقراطية الثورية الشعبية الإثيوبية (EPRDF) في عام 1991 بعد نجاح هجمتهم على العاصمة أديس أبابا. وقد كان هناك بعض الخوف من قتال منغستو حتى النهاية دفاعاً عن العاصمة، ولكن بعد التدخل الدبلوماسي من قبل الولايات المتحدة، فر مغنستو طالباً حق اللجوء السياسي إلى زيمبابوي، حيث ما زال يقيم هناك حتى الآن. وقد قامت الجبهة الديمقراطية الثورية الشعبية الإثيوبية على الفور بحل حزب العمال الإثيوبي (الذراع السياسي للمجلس)، وقامت باعتقال تقريباً كل مسئولي المجلس البارزين بعد فترة قصيرة من ذلك. في ديسمبر من عام 2006، تمت إدانة 72 من مسؤولي المجلس بالإبادة الجماعية. وتمت محاكمة أربعة وثلاثون شخصاً، وقد مات منهم 14 شخصاً أثناء تلك العملية الطويلة، وقد تمت محاكمة 25 شخصاً، بما فيهم منغستو غيابيا.

## وصلات خارجية
- Ethiopian Civil War